# Кишна Река
Кишна Река (алб. Kishnarekë) је насеље у општини Глоговац, Косово и Метохија, Република Србија. Према попису становништва из 2011. године, село је имало 1.502 становника, већину становништва чинили су Албанци. Историјски и географски село Кишна Река припада Дреници. Након 1999. године село је познато и као Љумишт (алб. Lumisht) и Крујас (алб. Krujas).

## Географија
Кишна Река је позната и под именима: Кржа Река и Кржна Река. Село се налази на благој узвишици која се зове Гурина. Изнад села је Клисура Кишна Река. Кроз село протиче поток Кишна Река. Изнад Кишне
Реке налази се брдо и иа њему постоје темељи старе цркве, које народ зове Kisha. Около села налазе се брежуљци Чука и Макар лаз. До села је топоним Пештер. Кишна Река припада џематском типу дреничких села, са збијеним махалама. Уз куће и окућнице налазе се и баште, којима се поклања особита пажња и које се наводњавају. Сеоско гробље се налази у близини села. У селу постоји и сеоски хан. У старини је село било испод данашњег сеоског насеља у пољу. Из економске рачунице, то земљиште је претворено у обрадиво, а село се преселило под само брдо.
Називи места имају ова имена: Gurina, Ara tё bregj'a, Livadhe, Razori, Dushk, Ravshtina, Si breg, Kroni i kotunit.

## Историја
Према народној легенди код Албанаца у Кишној Реци, када је Краљевић Марко пролазио једном приликом преко Косова, јашући на своме Шарцу, свратио је у Кишну Реку, где је на камен стао заједно са својим Шарцем, па су им се у камену утиснуле ноге, те се тако и данас тај камен по Краљевићу Марку назива; Koma Markit (Kambё Markit). У атару Кишне Реке налази се и брдо Паленик, које је тај назив добило, према традицији, што су у древној старини ту постојале палате. Многе сеоске куће су имале или имају у окућници бунаре, чију воду употребљавају за пиће и друге кућевне потребе. Село има и колективну сеоску шуму. У катастарском попису области Бранковића из 1455. године, наводи се село „Книжа Река”, са 1З кућа, од тога је 11 српских, а 2 јерменске. Данас је то дреничко село Кишна Река. У наведеном попису из 1455. године, наводи се да је село имало један сезонски млин, чији се принос годишњи рачунао 120 акчи, а феудални доходак 15 акчи.

## Порекло становништва по родовима
Подаци порекла становништва по родовима из 1935. године:
- Орлат (4 куће), од фиса Битић. Овај се род доселио 1835. године из Орлата, у Подрими, којом приликом се доселила 1 куhа, а у Орлату и данас имају своје братственике. Дуго времена су у Кишној Реци били чифчије на имању приштинског Алил-аге.
- Граћец (1 кућа), од фиса Соп. Пореклом су из Граћеца на Косову, одакле су пресељени у Медевце, па одатле у Кишну Реку 1895. године.
- Дугол (1 кућа), од фиса Гаш. Пореклом су из села Дуге, Дреници, одакле су 1865. године, прешли у село Нековце, па одатле 1885. године пресељавају се у Кишну Реку.
- Бајрактари (5 кућа), од фиса Шаљ. Пореклом су из Бањице у Дреници, одакле су се доселили 1815. године. Досељени су на имање које су купили од некога Гара-aгe из Вучитрна, а досељена је 1 кућа.
- Алшићи (6 кућа), ронђа Ђока, од фиса Бериша. Пореклом су из Албаније, одакле се доселила 1 кућа 1755. године.
- Гаровићи (3 куће), од фиса Шаљ. Овај род је пореклом из околине Призрена, одакле се доселила 1 кућа 1785. године. Од овога рода је 1815. године, 1 кућа одсељена у Вучитрн.
- Суљај (4 куће), од фиса Шаљ. Старином су од Шаље, у Албанији, а у Кишну Реку је досељена 1 кућа из Јуника, у Метохији 1775. године, због крвне освете је побегла.
- Нуај (9 кућа), од фиса Шаљ, српскога су порекла. Овај род припада братству Ћелај. Пореклом су из косовско-метохијских предела. У Кишну Реку су досељене 2 куће 1735. године. Затим, од овога рода се одселила 1 кућа 1785. године у Вучитрн. Старином су српскога порекла и припадају братству Ћелај.
- Живина, од фиса Кастрати, 5 кућа. Старином су из Бушата, Албанији, одакле се доселила 1 кућа 1695. године. Они свој фис називају и именом Кастрати-Хот. Миграциони пут овога рода из Албаније кретао се преко Ђаковичког хаса на Косово, па са Косова у Дреницу. Од овога рода је 1 кућа одсељена 1917. године у Глоговац, Дреници, па је одатле 1925. године, одсељена за Турску.
- Ћелај (10 кућа), од фиса Шаљ. Српскога су порекла и у братственичком сродству су се Нуовићима, из косовско-метохијских предела.
- Икол (4 куће), од фиса Кастрати. Пореклом су из Малесије, у Албанији, одакле се доселила 1 кућа 1805. године. Од овога рода се одселила 1 кућа 1835. године у село Градицу, у Дреници.

Према изнетоме, у 1935. године у Кишној Реци су обитавали само албански родови и то: 11 родова, са 52 куће. Од тога 2 рода са 19 кућа су српскога порекла.

## Становништво
Према статистичким подацима из 1914. године, Кишна Река је имала са засњеоком Бериш 4З2 становника. Према статистичком попису становништва из 1921. године, Кишна Река је имала 281 становника, са 44 домаћинства. Према попису становништва и 1948. године, Кишна Река је имала 550 становника, од тога 291 мушкихи 259 женских, са 64 домаћинства.
| Година       | 1914 | 1921 | 1948 | 1953 | 1961 | 1971 | 1981  | 1991  | 2011  |
| ------------ | ---- | ---- | ---- | ---- | ---- | ---- | ----- | ----- | ----- |
| Становништво | 432  | 281  | 550  | 577  | 658  | 844  | 1.044 | 1.396 | 1.504 |

|  |

### Етнички састав становништва
| Етнички састав према попису из 2011.‍ | Етнички састав према попису из 2011.‍ | Етнички састав према попису из 2011.‍ | Етнички састав према попису из 2011.‍ | Етнички састав према попису из 2011.‍ |
| ------------------------------------ | ------------------------------------ | ------------------------------------ | ------------------------------------ | ------------------------------------ |
|                                      |                                      |                                      |                                      |                                      |
| Албанци                              | Албанци                              |                                      | 1.504                                | 100%                                 |
| Укупно: 1.504                        |                                      |                                      |                                      |                                      |